# Pulegon
Pulegon ist ein monocyclisches Monoterpenketon mit einem angenehmen, an Pfefferminze und Campher erinnernden Geruch. Die spezifische Drehung beträgt [α]D +22,5°.

## Vorkommen

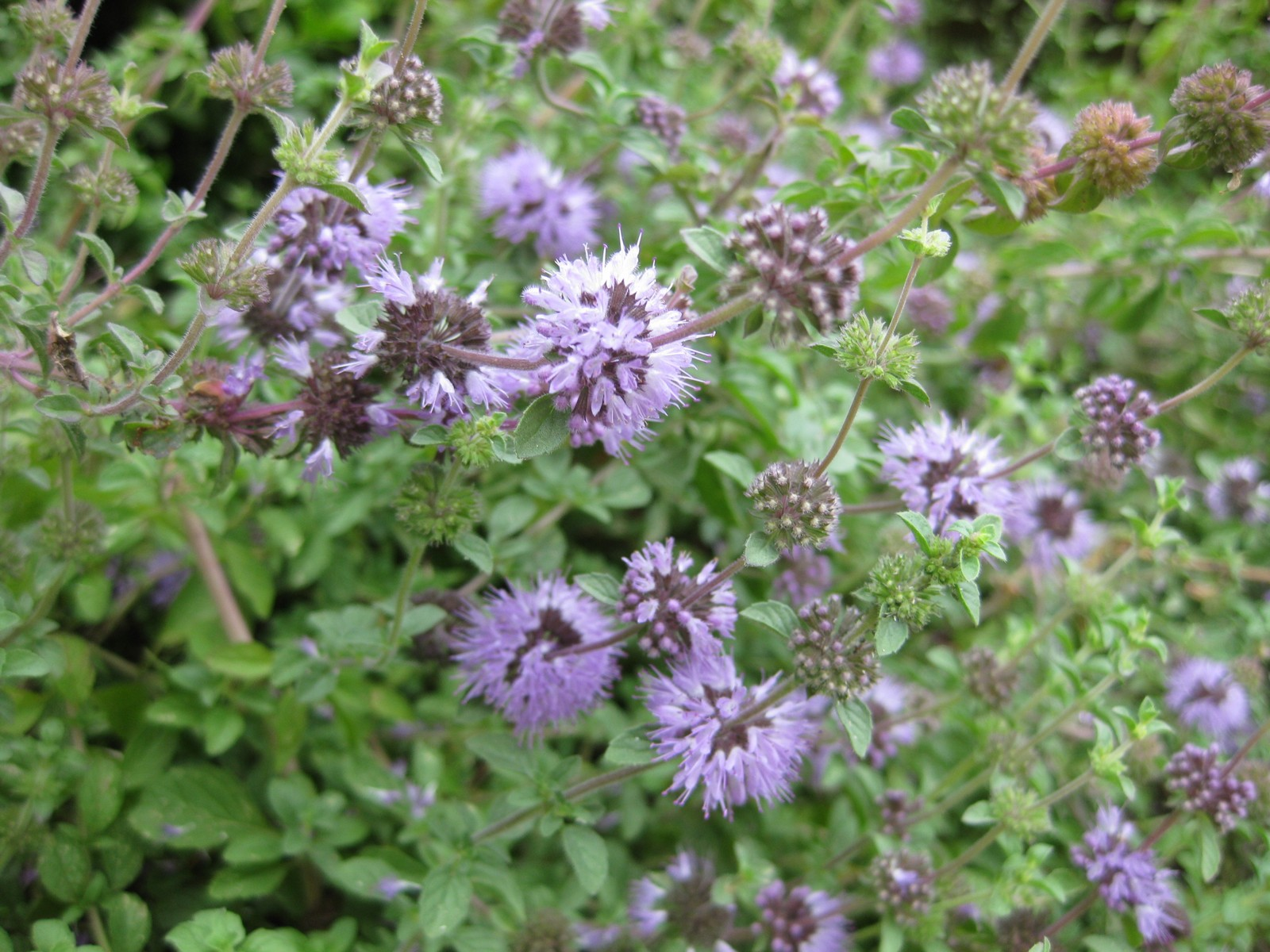
Polei-Minze (Mentha pulegium)

Natürlich kommt (+)-Pulegon in Agathosma betulina, Gundermann, Hedeoma pulegioides, verschiedenen Minzarten (Wasserminze, Mentha arvensis var. piperascens, Mentha japonica, Polei-Minze, Grüner Minze, Pfefferminze und Mentha x rotundifolia) vor.

## Analytik
Pulegon kann nach adäquater Probenvorbereitung durch Kopplung der Gaschromatographie mit der Massenspektrometrie qualitativ und quantitativ bestimmt werden.

## Wirkung
Pulegon ist gesundheitsschädlich. Es reizt den Verdauungstrakt, aber auch die intakte Haut und die Schleimhäute. Pulegon kann zu Krämpfen, Azidose und Koliken führen.

## Verwendung
Pulegon dient als Grund- oder Ausgangsstoff für die Herstellung von Parfumölen für Seifen- und Waschmittel, als Bestandteil von Insektenrepellentien und zur Synthese von Menthol. Die Zugabe von Pulegon zu Lebensmitteln als Reinstoff ist gemäß Anhang III der Verordnung (EG) Nr. 1334/2008 in der EU verboten. Zudem sind die Gehalte bei der Zugabe von natürlichen Aromen für bestimmte Lebensmittel eingeschränkt: alkoholische Getränke mit Minze oder Pfefferminze dürfen höchstens 100 mg/kg, nichtalkoholische Getränke maximal 20 mg/kg enthalten, bei Kaugummis liegt der Grenzwert bei 350 mg/kg, bei Süßwaren bei 250 mg/kg und bei sehr kleinen Süßwaren zur Erfrischung des Atems bei 2000 mg/kg.